# Yuji Nakazawa
Yuji Nakazawa (中澤 佑二 Nakazawa Yūji?), född 25 februari 1978 i Yoshikawa, Saitama, Japan, är en japansk fotbollsspelare som spelar som mittback för J. League-klubben Yokohama F. Marinos. Han är lagkapten i Yokohama F. Marinos och var tidigare lagkapten i Japans landslag.